# Stanisława Starostka
Stanisława Starostka, znana też jako Stenia Staroska albo Stenia Starostka (ur. 1 maja 1917 w Tarnowie, zm. 10 maja 1946) – polska zbrodniarka wojenna, kapo w obozach koncentracyjnych Auschwitz-Birkenau i Bergen-Belsen.

## Życiorys
Była z zawodu księgową, pracowała również jako stenografistka. Po wybuchu II wojny światowej prawdopodobnie działała w polskim ruchu oporu. W styczniu 1940 została w związku ze swoją działalnością konspiracyjną aresztowana przez gestapo. W Krakowie została skazana przez hitlerowski sąd na karę śmierci, zamienioną później na dożywotnie więzienie. Skierowano ją w kwietniu 1942 do obozu Auschwitz-Birkenau jako więźniarkę (numer obozowy 6865). Ponieważ dobrze znała język niemiecki, została w sierpniu 1942 mianowana kapo w Auschwitz I. Pod koniec sierpnia 1942 została przeniesiona jako blokowa do podobozu: Auschwitz II – Birkenau. Zasłynęła tam jako kapo Stenia (kapo Steni, kapo Stania) i wsławiła się brutalnością zwłaszcza w stosunku do więźniarek z Ukrainy. Kiedy jedna z więźniarek powiedziała, „Za niedługo przyjdzie tu Stalin i wam wymierzy sprawiedliwość”, pobiła ją do nieprzytomności. 
Starostka w stosunku do więźniarek polskich była również okrutna. Bicie i upodlenia były na porządku dziennym. Były też okoliczności, które odciążały Starostkę. Według więźniarki Nowogrodzkiej miała ona uratować ok. 20 Polek, skierowanych do komory gazowej. Podkreślano również jej energię podczas wydawania jedzenia, gdy starała się o równy jej podział.
Starostka została przeniesiona następnie do obozu w Bergen-Belsen niedaleko Hanoweru (najprawdopodobniej dnia 4 lub 5 lutego 1945), gdzie objęła funkcję Lagerälteste (najwyższa funkcja w administracji obozu w hierarchii funkcji obsadzanych więźniarkami). Była postrachem obozów w Auschwitz i Bergen-Belsen. Uczestniczyła w selekcjach, choć najprawdopodobniej tylko pasywnie, ponieważ musiała spisywać numery obozowe ludzi wybranych na śmierć. Została aresztowana 15 kwietnia 1945 przez armię brytyjską. Podczas pierwszego procesu załogi Bergen-Belsen została skazana na 10 lat ciężkiego więzienia. Podczas tego procesu nosiła numer 48. Z tego czasu zachowało się jedno zdjęcie, zrobione przez żołnierzy armii brytyjskiej. 10 maja 1946 roku popełniła samobójstwo.